# 暗黒銀河
暗黒銀河（あんこくぎんが、Dark galaxy）は、恒星をほとんど、あるいは全く含まず、ダークマターにより支えられている銀河程度の大きさの仮想上の天体である。ガスや塵も含むと考えられている。いくつかの候補はあるが、暗黒銀河の存在は今日まで確認されていない。

## 候補

### HE0450-2958
HE0450-2958は、その周囲にホストとなる銀河が見つかっていない特異なクエーサーである。暗黒銀河に伴われていると考えられていたが、近年の観測により、通常の銀河が存在する可能性も明らかとなった。

### VIRGOHI21
VIRGOHI21は、2005年2月に発見が公表され、真の暗黒銀河の初めての候補になった。水素による21cm線により見られる。その動力学は一見、修正ニュートン力学の予測と矛盾するが、VIRGOHI21は暗黒銀河ではなく、近隣の銀河M99の「潮汐の尾」だと考える研究者もいる。